# Jamaican International 2020
Die Jamaican International 2020 im Badminton fanden vom 4. bis zum 8. März 2020 in Kingston statt.

## Sieger und Platzierte
| Disziplin    | Gold                              | Silber                          | Bronze                                |
| ------------ | --------------------------------- | ------------------------------- | ------------------------------------- |
| Herreneinzel | Takuma Obayashi                   | Yushi Tanaka                    | Luka Wraber                           |
| Herreneinzel | Takuma Obayashi                   | Yushi Tanaka                    | Brian Yang                            |
| Dameneinzel  | Momoka Kimura                     | Linda Zechiri                   | Jordan Hart                           |
| Dameneinzel  | Momoka Kimura                     | Linda Zechiri                   | Mariya Mitsova                        |
| Herrendoppel | Jonathan Solís Anibal Marroquín   | Samuel Ricketts Shane Wilson    | Dennis Coke Matthew Lee               |
| Herrendoppel | Jonathan Solís Anibal Marroquín   | Samuel Ricketts Shane Wilson    | Shae Michael Martin Gavin Robinson    |
| Damendoppel  | Sayaka Hobara Rena Miyaura        | Daniela Macías Dánica Nishimura | Inés Castillo Fernanda Saponara Rivva |
| Damendoppel  | Sayaka Hobara Rena Miyaura        | Daniela Macías Dánica Nishimura | Tereza Švábíková Kateřina Tomalová    |
| Mixed        | Jonathan Solís Diana Corleto Soto | Dennis Coke Tahlia Richardson   | Mathew Fogarty Isabel Zhong           |
| Mixed        | Jonathan Solís Diana Corleto Soto | Dennis Coke Tahlia Richardson   | Shae Michael Martin Sabrina Scott     |